# Akwasi Owusu-Ansah
Pour les articles homonymes, voir Owusu et Ansah.
(en) Statistiques sur pro-football-reference
(en) Statistiques sur statscrew
Akwasi Owusu-Ansah (né le 10 avril 1988 à Gainseville) est un joueur américain de football américain et de football canadien évoluant au poste de safety et de cornerback. Sa carrière professionnelle s'est déroulée de 2010 à 2017 et il a évolué pour les Cowboys de Dallas et les Jaguars de Jacksonville de la National Football League ainsi que pour les Argonauts de Toronto de la Ligue canadienne de football.

## Lycée
Akwasi fait ses études à la Whetstone High School de Columbus où il obtient son diplôme en 2006. Lors de sa dernière saison, il reçoit une mention honorable de la part de l'État de l'Ohio pour sa saison.

## Carrière

### Université
Il joue les IUP Crimson Hawks, jouant en deuxième division de la NCAA. En 2008, il intercepte huit passes dont sept lors des quatre derniers matchs dont trois contre l'université Gannon. Lors de la saison 2009, il est un des meilleurs cornerbacks, étant le seul joueur de deuxième division universitaire à figurer dans les dix-huit premiers. En 2009, il retourne trois punts pour touchdown ainsi que deux kickoff.

### Professionnel
Akwasi Owusu-Ansah est sélectionné au quatrième tour du draft de la NFL de 2010 par les Cowboys de Dallas au 126e choix. Il devient le septième joueur de l'histoire de l'IUP à être drafté et la troisième meilleure sélection de l'université après Jim Haslett en 1979 et Leander Jordan en 2000.
Le 19 juillet 2010, il signe un contrat de quatre ans avec les Cowboys d'une valeur de 2,24 millions de dollars. Il commence sa première saison en professionnel la plupart du temps au poste de kick returner, effectuant vingt-cinq retours mais aucun pour un touchdown (le meilleur est de quarante-et-un yards) en sept matchs. Le 10 novembre 2010, il est inscrit sur la liste des blessés, ce qui met fin à sa saison.
En 2011, il joue trois matchs avant d'être libéré le 29 novembre. Il signe alors avec les Jaguars de Jacksonville avec lesquels il joue le reste la saison. Libéré en mai 2012, il est réclamé de nouveau par les Cowboys mais est retranché à la fin du camp d'entraînement. Les Raiders d'Oakland l'engagent, mais il est limité à l'équipe de réserve. 
En 2013, il signe avec les Saints de la Nouvelle-Orléans mais est libéré avant la saison. Les Lions de Détroit l'engagent en décembre 2013 mais il n'entre pas en jeu et est libéré en mai 2014.

### Ligue canadienne de football
Owusu-Ansah signe avec les Argonauts de Toronto de la Ligue canadienne de football en mai 2015. Il est titulaire au poste de cornerback et participe à tous les matchs de la saison, réalisant 40 plaqués et 4 interceptions, dont une pour un touché. En 2016, il ne joue que quatre matchs avant d'être blessé. 
En 2017, son contrat est renouvelé et il est champion de la coupe Grey alors que les Argos battent les Stampeders de Calgary 27-24 le 26 novembre. Son contrat n'est pas renouvelé l'année suivante.